# برايان ديفيس
برايان ديفيس (بالإنجليزية: Brian Davis)‏ هو سياسي أسترالي، ولد في 7 يوليو 1934 في توومبا في أستراليا، وتوفي في 31 أغسطس 2018 في أستراليا. حزبياً، نشط في حزب العمال الأسترالي. وقد انتخب عضو المجلس التشريعي ولاية كوينزلاند عن دائرة Electoral district of Brisbane Central ‏ (12 نوفمبر 1977 – 2 ديسمبر 1989) وانتخب عضو المجلس التشريعي ولاية كوينزلاند عن دائرة Electoral district of Brisbane (Queensland) ‏ (17 مايو 1969 – 7 ديسمبر 1974).